# Sanfter Despotismus
Der Begriff sanfter Despotismus (im frz. Original despotisme doux, auch als sanfte Despotie, weiche Despotie, weicher Despotismus wiedergegeben) wurde von Alexis de Tocqueville in seinem Werk Über die Demokratie in Amerika geprägt. Die sanfte Despotie unterscheidet sich von der üblichen „harten“ Despotie dadurch, dass es für das Volk nicht offensichtlich ist, in Unfreiheit zu leben. Die sanfte Despotie gibt den Menschen die Illusion, Einfluss auf die Politik und die Regierung zu haben. Sanfter Despotismus kann jedoch auch Angst, Unsicherheit und Zweifel in der Bevölkerung hervorrufen. Tocqueville beschreibt damit den Zustand, in den ein Land verfallen kann, das von „einem Netz kleiner, komplizierter Regeln“ beherrscht wird.
Alexis de Tocqueville stellte fest, dass dieser Trend in Amerika anfangs noch durch die gemeinwohlorientierten „Gewohnheiten des Herzens“ der Bevölkerung des 19. Jahrhunderts vermieden werden konnte. Der Wille zur sozialen Teilnahme schwindet jedoch in dem Maße, wie sich eine privatistische (aufs Privatleben konzentrierte) und konsumorientierte Massenkultur als Folge des gesellschaftlichen Wohlstandes und der Freiheit der Selbstentfaltung ausbreitet. Die sanfte Despotie steht dementsprechend nach Auffassung Charles Taylors am Ende eines Teufelskreises: Der Rückzug der Menschen aus dem Gemeinwesen ins Privatleben verstärkt zentralistische und bürokratische Tendenzen des Staates, diese schließen den einzelnen aus, sodass er sich noch mehr zurückzieht und schließlich apathisch wird, womit er sich dem Staat vollständig ausliefert. Sanfte Despotie ist dabei nicht zu verwechseln mit sanfter Tyrannei, erstere kann wohlwollend sein, die zweite ist immer schädlich, weil im eigennützigen Interesse der Herrschenden begründet.
Vorläufer des Konzepts der sanften Despotie waren Montesquieus Beobachtungen zu negativen Auswirkungen des französischen Zentralismus.

## Darstellung Tocquevilles im Wortlaut
Der „sanfte Despotismus“ wird von Tocqueville in seinem 1836 erstmals in deutscher Sprache erschienenen Werk Über die Demokratie in Amerika ausführlich beschrieben:

„Nachdem sie also nacheinander jedes Mitglied der Gemeinschaft in ihren mächtigen Griff genommen und nach Belieben geformt hat, streckt die oberste Macht ihren Arm über die gesamte Gemeinschaft aus. Sie überzieht die Oberfläche der Gesellschaft mit einem Netz kleiner, komplizierter, winziger und gleichförmiger Regeln, durch die die originellsten Köpfe und die energischsten Charaktere nicht hindurchdringen können, um sich über die Menge zu erheben. Der Wille des Menschen wird nicht gebrochen, sondern aufgeweicht, gebogen und gelenkt; die Menschen werden durch sie selten zum Handeln gezwungen, aber ständig daran gehindert. Eine solche Macht zerstört nicht, aber sie verhindert die Existenz; sie tyrannisiert nicht, aber sie verdichtet, entnervt, löscht aus und verblödet ein Volk, bis jede Nation zu nichts Besserem als einer Herde ängstlicher und fleißiger Tiere reduziert ist, deren Hirte die Regierung ist.
Ich habe immer geglaubt, dass die Knechtschaft der regelmäßigen, ruhigen und sanften Art, die ich soeben beschrieben habe, sich leichter, als man gemeinhin glaubt, mit einigen der äußeren Formen der Freiheit verbinden lässt, und dass sie sich sogar unter den Fittichen der Volkssouveränität etablieren könnte.
Unsere Zeitgenossen werden ständig von zwei widerstreitenden Leidenschaften erregt: Sie wollen geführt werden und sie wollen frei bleiben. Da sie weder die eine noch die andere dieser gegensätzlichen Neigungen zerstören können, streben sie danach, sie beide gleichzeitig zu befriedigen. Sie entwerfen eine einzige, vormundschaftliche und allmächtige Regierungsform, die jedoch vom Volk gewählt wird. Sie verbinden das Prinzip der Zentralisierung mit dem der Volkssouveränität; das verschafft ihnen eine Atempause: sie trösten sich über ihre Vormundschaft mit dem Gedanken, dass sie ihre eigenen Vormünder gewählt haben. Jeder Mensch lässt sich an die Leine nehmen, weil er sieht, dass nicht eine Person oder eine Klasse von Personen, sondern das Volk als Ganzes das Ende seiner Kette hält.
Durch dieses System schütteln die Menschen ihren Zustand der Abhängigkeit gerade so lange ab, bis sie sich ihren Herrn aussuchen können, und fallen dann wieder in ihn zurück. Viele Menschen sind heute mit dieser Art von Kompromiss zwischen administrativem Despotismus und der Souveränität des Volkes zufrieden und meinen, sie hätten genug für den Schutz der individuellen Freiheit getan, wenn sie sie an die Macht der Nation als Ganzes abtreten. Das befriedigt mich nicht: die Art dessen, dem ich gehorchen soll, bedeutet mir weniger als die Tatsache des erzwungenen Gehorsams. Ich leugne jedoch nicht, dass mir eine solche Verfassung unendlich viel besser erscheint als eine, die, nachdem sie alle Regierungsgewalt konzentriert hat, sie in die Hände einer unverantwortlichen Person oder Personengruppe legt. Von allen Formen, die der demokratische Despotismus annehmen könnte, wäre die letztere sicherlich die schlimmste.
Wenn der Souverän wählbar ist oder von einer Legislative, die wirklich wählbar und unabhängig ist, eng überwacht wird, ist die Unterdrückung, die er über die Einzelnen ausübt, manchmal größer, aber immer weniger entwürdigend; denn jeder Mensch, wenn er unterdrückt und entwaffnet ist, kann sich immer noch einbilden, dass er zwar Gehorsam leistet, aber nur sich selbst, und dass alle anderen einer seiner eigenen Neigungen nachgeben. In gleicher Weise kann ich verstehen, dass, wenn der Souverän die Nation repräsentiert und vom Volk abhängig ist, die Rechte und die Macht, derer jeder Bürger beraubt ist, nicht nur dem Staatsoberhaupt, sondern dem Staat selbst dienen; und dass die Privatpersonen einen gewissen Nutzen aus dem Opfer ihrer Unabhängigkeit ziehen, das sie für die Öffentlichkeit gebracht haben.“

## Kommentar

### Montesquieu und die Kritik am Zentralismus
In seinem Buch Soft Despotism, Democracy's Drift: Montesquieu, Rousseau, Tocqueville, and the Modern Prospect (2009) stellt der Historiker Paul Anthony Rahe das Konzept in einen größeren historischen Zusammenhang und erläutert es. David Gordon, Professor am Ludwig von Mises Institute, hebt in der Rezension dieses Werkes hervor, dass Rahe den Gedanken der sanften Despotie auf Montesquieu zurückgeführt habe, der in seinen Überlegungen zu den Ursachen der Größe der Römer und ihres Niedergangs die Wiedererweckung antiker Bürgertugenden für unmöglich erklärte. Die englische Handelsnation war für ihn das sinnvollere Modell, das auch ohne besondere moralische Qualitäten der Bürger und als Monarchie den Wohlstand und die Freiheit förderte. Dieser Wohlstand führe jedoch im Verständnis Pascals und Pierre Nicoles nicht zur Zufriedenheit, sondern zur Angst (inquiétude). Die Begierde (amour propre) werde zur Grundlage der öffentlichen Ordnung. Montesquieu habe so Montaignes Ideen säkularisiert und sei zur Hauptquelle von Bernard Mandevilles Verständnis der modernen Gesellschaft geworden.
Montesquieu sieht dabei die Gefahr, dass die Exekutive die Macht übernehmen und die Gesellschaft in ein despotisches System verwandeln könne. Zur Verhinderung dieser Entwicklung schlägt er vor, den Adel und das Militär als Zwischeninstanz zwischen Regierung und Volk zu stärken. Diese von Montesquieu dargestellte Gefahr war schon von Malherbes, dem Urgroßvater Tocquevilles als bedrohliche Konsequenz des französischen Zentralismus erkannt worden.
Tocqueville kritisierte wie Montesquieu und Malherbes die Folgen des immer stärker werdenden administrativen Zentralismus in Frankreich. Im Unterschied dazu schien das föderale Amerika lokale Institutionen zu betonen, was den Gleichheitsdrang eher mit Freiheit in Einklang bringen könnte.

### Emotionalisierung des Politischen
Sarah Rebecca Strömel weist auf die besondere Bedeutung der Emotionen und des Individualismus in Tocquevilles Politikverständnis hin. Der Individualismus mündet in den Egoismus. Die typische Emotionalität des demokratischen Bürgers (die gemeinsame Begeisterung für das Gemeinwesen) weicht einem privatisierten Gefühlsleben, das wiederum den politischen Prozess und dessen Entscheidungen emotionalisiert und privatisiert. Der sanfte Despotismus verbindet sich dabei mit dem Individualismus und „mauert“ die einzelnen Menschen in ihrem Privatleben ein.

### Gefahren des sanften Despotismus
Charles Taylor bestimmt in dem kommunitaristischen Sammelband von Amitai Etzioni folgende Faktoren, die das Entstehen des sanften Despotismus begünstigen und bedingen:
- Zentralismus und eine reduzierte Sphäre der Öffentlichkeit,
- Ausgrenzung von Minderheitenpositionen und die dadurch begründete Spaltung der Öffentlichkeit,
- politische Fraktionierung und Atomisierung der Gruppen,
- Interessenpolitik für bestimmte Klientelen und
- die Unfähigkeit zu Konsens und Kompromiss.

Ein Gegengewicht ist hauptsächlich durch die Balance eines Mehrparteiensystems und lebendiger Bürgerbewegungen zu sehen.